# Вольбуж (гміна)
Гміна Вольбуж (пол. Gmina Wolbórz) — місько-сільська гміна у центральній Польщі. Належить до Пйотрковського повіту Лодзинського воєводства.
Станом на 31 грудня 2011 у гміні проживало 7773 особи.

## Площа
Згідно з даними за 2007 рік площа гміни становила 151.22 км², у тому числі:
- орні землі: 62.00%
- ліси: 28.00%

Таким чином, площа гміни становить 10.58% площі повіту.

## Населення
Станом на 31 грудня 2011:
| Опис     | Загалом | Загалом | Чоловіки | Чоловіки | Жінки | Жінки |
| -------- | ------- | ------- | -------- | -------- | ----- | ----- |
| одиниця  | осіб    | %       | осіб     | %        | осіб  | %     |
| все      | 7773    | 100     | 3866     | 49.74    | 3907  | 50.26 |
| міське   | 2366    | 100     | 1167     | 49.32    | 1199  | 50.68 |
| сільське | 5407    | 100     | 2699     | 49.92    | 2708  | 50.08 |

## Сусідні гміни
Гміна Вольбуж межує з такими гмінами: Бендкув, Мнішкув, Мощениця, Сулеюв, Томашув-Мазовецький, Уязд.